# Пенджиев, Ахмед Мурадович
Ахмет Мырадович Пенджиев (туркм. Ahmet Myradowiç Penjiýew; 11 ноября 1955, с. Кызыл-Аяк, Керкинский район, Чарджоуская область, Туркменская ССР, СССР) — туркменский ученый-физик, агротехник. Доктор сельскохозяйственных наук, доктор технических наук.
Академик Международной академии наук экологии и безопасности, член-корреспондент, профессор Российской академии естествознания. Заслуженный тренер Туркменистана.

## Дата и место рождения
Родился 11 ноября 1955 года в селе Кызыл-Аяк Керкинского района Чарджоуской области Туркменской ССР.
Образование высшее. В 1978 году окончил физический факультет Туркменского государственного университета по специальности «теплофизика».
Кандидат технических наук (1987) Тема диссертации: «Разработка, создание и исследование гелиотеплицы траншейного типа для выращивания кофейных деревьев» по специальности «Преобразование возобновляемых и нетрадиционных видов энергии».
Доктор сельскохозяйственных наук (2000) / Московский государственный лесотехнический институт / Тема диссертации: «Агротехника выращивания дынного дерева в условиях защищенного грунта в Туркменистане» по специальности «Лесные культуры, селекция, семеноводство».
Доктор технических наук (2022) / Федеральное государственное бюджетное научное учреждение «Федеральный научный агроинженерный центр ВИМ» (Всероссийский институт механизации) / Тема диссертации: «Научное обоснование использования энергетических технологий на основе возобновляемых источников энергии в Туркменистане», по специальности «Энергоустановки на основе возобновляемых видов энергии»
1978—1980 — лаборант, инженер Туркменской базовой лаборатории ВНИИ источников тока НПО «Квант».
1980—1983 — аспирант, секретарь комитета комсомола Академии наук ТССР.
1983—1989 — младший научный сотрудник НПО «Солнце» Академии наук ТССР.
1989—1991 — инструктор организационного отдела Пролетарского райкома Коммунистической партии Туркменистана г. Ашхабада.
1991—2003 — заведующий кафедрой «Основы вычислительной техники и биомеханики» Национального института спорта и туризма Туркменистана.
2003—2012 — доцент кафедры автоматизации производств Туркменского политехнического института.
С 2012 года — доцент кафедры автоматизации производственных процессов Туркменского государственного архитектурно-строительного института.

## Семья
- Отец — Мурад Пенджиев — доктор филологических наук, профессор бывш. ректор Туркменского государственного педагогического института им. Сейди.

## Научные результаты и публикации
А. Пенджиев — автор более 800 научных статьей, брошюр, книг, монографии, учебников, учебно-методических пособий и 9 авторских свидетельств.
Перечень основных полученных научных результатов:
1. Научно обоснованная методология и систематизированные расчеты возобновляемых валовых, технических, экономических потенциалов и экологических показателей составляют основу разработки и крупномасштабного использования энергетических установок и технологий на основе ВИЭ в Туркменистане.
2. Разработанные физические, математические модели теплотехнических процессов гелиотеплицы траншейного типа, номограммы, эмпирические формулы, геоинформационные технологические карты позволяют прогнозировать энергетические нагрузки тепличных сооружений для конкретных районов страны.
3. Теоретические исследования электрических характеристик солнечной фотоэлектрической станции при неравномерном освещении показывают, что сферические фотомодули имеют энергопроизводительность на 32 % больше, чем фотомодули с большой площадью; при использовании цилиндрических солнечных модулей малой площади преобразование электроэнергии увеличивается на 19 %; использование солнечных энергоустановок с осесимметричными концентраторами снижает себестоимость фотопреобразователей в 20-200 раз.
4. Разработанная геоинформационная технологическая карта для расчёта энерго- и водоснабжения пастбищных районов для размещения СФЭУ по мощности вырабатываемой энергии в зависимости от глубины колодцев позволяют рассчитать энергетические и водные ресурсы на пастбищах, сокращение объёма выбросов парникового газа, снижение расходов органического топлива для развития 40 млн га пастбищных районов Каракумы.
5. Автономный безотходный гелиобиотехногический энергетический комплекс включает в себя комбинированную гелиобиотеплицу с фотобиореактором, циркуляционный насос, теплообменник, фильтр, электрогенератор, газомоторный привод, теплонасосную установку, биогазовую установку и жилое помещение. Комплекс дает возможность выращивать тропические и субтропические культуры, сырье для производства биологически активных добавок с одновременным содержанием птиц и животных, а теплонасосная установка отапливает теплицу зимой и охлаждает летом в климатических условиях Туркменистана. Использование этого комплекса сокращает расходы органического топлива на 70 %.
6. Ветроэнергетический кадастр, эмпирические зависимости и геоинформационная карта позволяет рассчитать ветроэнергетические ресурсы, определить распределение мощности ветрового потока по территориям, временные зависимости средней скорости ветра.
7. Геоинформационная карта дает возможность определить геотермальные ресурсы страны и оценить перспективные районы геотермального теплоснабжения и энергоэффективного комбинированного использования геотермальной и солнечной энергии для обогрева тепличных хозяйств в условиях страны.
8. Концепция подхода к использованию энергии небольших водотоков обосновывает применение установки мощностью 10 кВт для определения технического (20 тыс. кВт·ч в год), экономического (8000 кг в год) потенциалов по экономии топлива и экологических показателей мини-ГЭС.
9. Изучена многолетняя сезонная изменчивость гидрометеорологических и гидродинамических режимов Каспийского моря на территорий Туркменистана, на их основе рассчитано распределение энергетического потенциала волновой энергии. На основе составленной математической модели гидродинамического процесса смешанного морского волнения определено среднее значение ресурсного энергетического потенциала волн, составляет 0,88·104 кВт/м. Среднее значение энергетического потенциала волн начинает повышаться с октября месяца с 1,02·104 до 1,23·104 кВт/м в феврале, с марта по сентябрь месяцы оно снижается от 0,87·104 до 0,41·104 кВт/м.
10.  Оценены солнечно-энергетические характеристики для внедрения различных инженерных аккумулирующих систем и технологий. Определены результаты аккумулирования в течение дня на солевой поверхности водоема: зимой – 1 009,0 Вт/м 2  сут.; летом – 1 574,7 Вт/м 2  сут. Доказано, что солнечно-энергетический потенциал преобразования в тепловую энергию меняется в пределах от 40 до 70 % в зависимости от сезона года, по теоретическим расчетам КПД солнечного пруда зимой составляет 11,4 %; летом – 14,6 %. Измерена средняя температура в летный период на солевой поверхности дна водоема, она составляет от 55,04 до 79,8 ºС, зимой от 20,0 до 25,6 ºС. 
11. Оценены экоэнергетические ресурсные потенциалы солнечного излучения и возможности использования плавучих солнечных электростанций в заливе Кара-Богаз-Гол, предварительные технико-экономические и экологические расчеты 5 кВт выработка электроэнергии, в течение года плавучей солнечной фотоэлектрической стации составит: 8400,0 кВт⋅ч; экономия органического топлива   3359,35 кг у.т./год, что снизит антропогенную нагрузок на экосистему региона.
12. Рассмотрены приоритеты и перспективы развития возобновляемой энергетики на примере Туркменистана.  Приведены основные научные условия составление дорожной карты по использованию возобновляемых источников энергии для устойчивого развития страны. Сформулированы ожидаемые энергетический, экономический и экологический эффект от использования возобновляемых энергетических технологии в отдалённых зонах от централизованной лини электропередач. 
13. Энергетической дипломатии в области возобновляемых энергоресурсов является международного сотрудничества в Центральной Азии (ЦА). Сотрудничество в регионе  смогут  стать сокращение выбросов и рациональное использование природных ресурсов.
Публикации научных трудов размещены в интернете SPIN-код РИНЦ: 7525-9498; Scopus Author ID:57203910120; ORCID:0000-0002-6584-5851 и в научно-электронной библиотеке eLIBRARU.RU.

### Избранная библиография
- Экоэнергетические ресурсы возобновляемых источников энергии: монография/А.М. Пенджиев.  — М.: Русайнс, 2023. — 400 с.
- Развитие солнечной энергетики в Туркменистане: монография / Д.С. Стребков, А.М. Пенджиев, Б.Д. Мамедсахатов. – М.: ГНУ ВИЭСХ, 2012. – 498 с.
- Основы ГИС в развития возобновляемой энергетики: монография / Пенджиев А.М. – Германия: LAP LAMBERT Academic Publishing, 2017. – 308 с.
- Ресурсы и эффективность использования геотермальных вод: монография / А.М. Пенджиев, Д.А. Пенджиева. – Германия: LAP LAMBERT Academic Publishing, 2015. – 224 с.
- Экологические проблемы освоения пустынь: монография / А.М. Пенджиев. – Германия: LAP LAMBERT Academic Publishing, 2014. – 226 с.
- Агротехника выращивания дынного дерева в условиях защищенного грунта: монография / А.М. Пенджиев. – М.: Русайнс, 2018. – 222 с.
- «Ванти» - быть здоровым: монография / А.М. Пен-джиев. - Россия, Издательские решения Ridero.ru. – 2016. – 180 с.
- Изменение климата и возможности уменьшения антропогенных нагрузок: книга / А.М. Пенджиев. – Германия: LAP LAMBERT Academic Publishing, 2012. – 164 с.
- «Зеленая» индустриализация: книга / Пенджиев А.М. – Германия: LAP LAMBERT Academic Publishing, 2016. – 104 с.
- Напиток вечной бодрости: научно-популярная книга / Пенджиев А. М. Россия, Издательские решения Ridero.ru. 2015. -156 с.
- Nanotehnologiýanyň esaslary: учебно-методическая книга / Penjiýew A.M. Германия: Евросоюз Globe Edit, 2018.- 156 с.
- Önümçiligi gurnamak we dolandyrmak:учебно-методическая книга / Penjiyew A.M.Германия: Евросоюз Globe Edit, 2018. -256 с.
- Elektrik ölçegleri we metrologiýa: учебник / Penjýew A.M. Германия: Евросоюз Globe Edit, 2022. -258 с.
- Elektrotehnika we elektronikanyň esaslary: учебник /Penjýew A.M. Германия: Евросоюз Globe Edit, 2022. -246 с.

## Награды и звания
- Медаль Туркменистана «Watana bolan söýgüsi üçin» (За любовь к Отечеству). За особые заслуги перед независимым государством и родным народом, за обучение молодёжи и её воспитание в безграничной любви, почитании и преданности Отечеству, быть мужественными и честными, в достижении заметных результатов в подготовке высококвалифицированных специалистов, творческих коллективов, а также за особые заслуги перед независимым государством и родным народом, за многолетнюю добросовестную и примерную работу, достигнутые высокие результаты, профессиональное мастерство, а также учитывая эрудицию и упорство в достижении цели и в ознаменование 31-й годовщины великой Независимости нашего нейтрального государства. Постановление Президента Туркменистана Сердара Бердымухамедова от 23 сентября 2022 года, за № 120.
- Премия Ленинского комсомола в области науки и техники (1991) — за научные труды в области возобновляемой энергетики.
- Заслуженный тренер Туркменистана (2005) — за научно-методическую работу по подготовке спортсменов методами тестирования общефизического состояния биомеханическими упражнениями.
- Серебряная медаль им. В. И. Вернадского (Россия)
- Медаль им. А. Нобеля (Россия)
- Медаль им. К. Ушинского (Россия)
- Медаль им. М. Ломоносова (Россия)
- Золотая медаль «За новаторскую работу в области высшего образования» (Россия)
- Медаль им. Н. И. Вавилова (Россия)
- Почетное звание «Заслуженный деятель науки и образования» (Россия)
- Почетное звание «Заслуженный деятель науки и техники» (Россия)

### Ученые звания
- Доцент
- Профессор Российской академии естествознания
- Академик Международной академии наук экологии и безопасности
- Член-корреспондент Российской академии естествознания

## Варианты транскрипции имени
- Имя: Ахмет